# Harpactea cecconii
Harpactea cecconii är en spindelart som först beskrevs av Kulczynski 1908.  Harpactea cecconii ingår i släktet Harpactea och familjen ringögonspindlar.
Artens utbredningsområde är Cypern. Inga underarter finns listade i Catalogue of Life.